# Preis der Stadt Wien für Literatur
Der Preis der Stadt Wien für Literatur, auch als Literaturpreis der Stadt Wien bezeichnet, ist ein Literaturpreis, den die Stadt Wien jährlich vergibt. Die Preise waren mit jeweils 7.300 Euro (vormals 100.000 Schilling) dotiert; seit 2002 werden 8.000 Euro Preisgeld vergeben, derzeit (2020) 10.000 Euro. Der Preis der Stadt Wien für Literatur wird seit 1947 verliehen.

## Preisträger
- 1947 Felix Braun
- 1948 Erika Mitterer
- 1949 Alma Holgersen
- 1950 Rudolf Brunngraber
- 1951 Alexander Lernet-Holenia
- 1952 Franz Nabl
- 1953 Franz Theodor Csokor
- 1954 Franz Karl Ginzkey
- 1955 Fritz Hochwälder
- 1956 Rudolf Henz
- 1957 Ferdinand Bruckner
- 1958 Theodor Kramer
- 1959 George Saiko
- 1960 Ernst Waldinger
- 1961 Heimito von Doderer
- 1962 Wilhelm Szabo
- 1963 Ernst Lothar
- 1964 Christine Busta
- 1965 Ernst Schönwiese
- 1966 Elias Canetti
- 1967 Albert Paris Gütersloh
- 1968 Johann Gunert
- 1969 Imma Bodmershof
- 1970 Friedrich Schreyvogl
- 1971 Jeannie Ebner
- 1972 Albert Drach
- 1973 Hans Lebert
- 1974 Ilse Aichinger, Manès Sperber
- 1975 Friederike Mayröcker
- 1976 Ernst Jandl
- 1977 H.C. Artmann
- 1978 E. A. Richter
- 1979 Barbara Frischmuth
- 1980 Erich Fried
- 1981 Michael Guttenbrunner
- 1982 Fritz Habeck
- 1983 Andreas Okopenko
- 1984 Gerhard Rühm
- 1985 Hermann Schürrer
- 1986 Inge Merkel
- 1987 Oswald Wiener
- 1988 Julian Schutting
- 1989 Elfriede Jelinek
- 1990 Elfriede Gerstl
- 1991 Werner Kofler
- 1992 Gerhard Roth
- 1993 Gert Jonke
- 1994 Marianne Fritz
- 1995 Marie-Thérèse Kerschbaumer
- 1996 Peter Rosei
- 1997 Franz Josef Czernin
- 1998 Heidi Pataki
- 1999 Bodo Hell
- 2000 Josef Haslinger
- 2001 Marlene Streeruwitz
- 2002 Erich Hackl
- 2003 Robert Schindel
- 2004 Wolf Haas
- 2005 Liesl Ujvary
- 2006 Fred Wander
- 2007 Friedrich Achleitner
- 2008 Peter Waterhouse
- 2009 Peter Henisch
- 2010 Ferdinand Schmatz
- 2011 Brigitta Falkner
- 2012 Anselm Glück
- 2013 Gustav Ernst
- 2014 Wilhelm Pevny
- 2015 Elisabeth Reichart
- 2016 Renate Welsh
- 2017 Lida Winiewicz
- 2018 Christoph Ransmayr
- 2019 Sabine Gruber
- 2020 Hans Raimund
- 2021 Margret Kreidl
- 2022 Sabine Scholl
- 2023 Vladimir Vertlib
- 2024 Daniel Wisser, Förderungspreise: Franziska Füchsl, Anna Albinus[2]
- 2025 Teresa Präauer, Förderungspreise: Patrick Holzapfel, Mario Wurmitzer[3]